# 台湾飞蓬
台湾飞蓬（学名：Erigeron fukuyamae）为菊科飞蓬属的植物，为台灣的特有植物。分布于台灣本島，生长于海拔3,000米的地区，常生于高山草地，目前尚未由人工引种栽培。